# 生存者ゼロ
『生存者ゼロ』（せいぞんしゃゼロ）は、安生正による日本のミステリー小説。第11回『このミステリーがすごい!』大賞の大賞受賞作。応募時のタイトルは『下弦の刻印』。

## ストーリー
北海道根室半島沖の北太平洋に浮かぶ石油採掘基地、TR102との連絡が途絶えた。テロ攻撃が疑われ、陸上自衛隊部隊が投入される。しかしながら、発見されたのは職員全員の無残な死体だった。陸上自衛官の廻田と、感染症学者の富樫らは、原因の究明を命じられる。

## 登場人物
富樫 裕也（とがし ゆうや）
感染症学者。若くして著名な医学賞を受賞するなど輝かしい経歴の持ち主であり、自他ともに認める天才だが、重度のコカイン中毒。
廻田 宏司（かいだ こうじ）陸上自衛隊3等陸佐。
TR102へと派遣された部隊の隊長。真相究明に尽力し、富樫とはその過程で知り合うことになる。
自衛官ということもあり、性格はまじめで正義感にあふれている。
弓削 亜紀（ゆげ あき）
生物学者。廻田とは北海道の川北町にて出会い、その後ともに調査を行う。
館山 雅広（たてやま まさひろ）
陸上自衛隊3等陸曹。廻田とともにTR102へ派遣される。
その後、自殺を図って入院するも、入院した病院の屋上より飛び降りて自殺。

## 書誌情報
- 四六判 - 2013年1月 宝島社 ISBN 978-4-8002-0500-1
- 文庫判 - 2014年2月 宝島社文庫 ISBN 978-4-8002-2291-6

## 漫画版
舟木涼介の作画による漫画版が『このマンガがすごい!WEB』にて連載された。
- 2018年5月9日発売 ISBN 978-4-8002-8364-1